# James Sharpe (Historiker)
James Anthony Sharpe (* 9. Oktober 1946; † 13. Februar 2024) war ein Professor der frühmodernen Geschichte an der University of York. Seine Schwerpunkte waren Kriminalität und Hexenverfolgung im England der frühen Neuzeit.

## Leben
James Sharpe machte seinen Bachelor- und Doktorabschluss an der Universität in Oxford, ehe er im Jahr 1973 Dozent an der University of York wurde, wo er 1997 eine Professur erhielt. Sharpes forschte insbesondere zu Kriminalitätsgeschichte; im Kern seiner Untersuchungen stand die Geschichte des Verbrechens im England des 17. Jahrhunderts.
Seine Doktorarbeit verfasste er zu Crime in seventeenth-century England: a County Study. In der Folge schrieb er einige Artikel und ein Buch über Kriminalität im frühmodernen England und führte eine Studie über Bestrafung in England von 1550 bis in die 1980er durch. Als Grundlage für seine Forschung dienten ihm die Archive der Gerichte und der Strafverfolgungsbehörden, als Quellen insbesondere Gerichtsakten. Sharpe verweist darauf, dass Gerichtsakten häufig der einzige Zugang zum Leben von Mittel- und Unterschichtsangehörigen der Frühmoderne seien. Deshalb verwendete er Gerichtsakten, um – über die Kriminalitätsgeschichte hinaus – die sozialen Lebenswelten und konkreten Lebensläufe der Mittel- und Unterschichtsangehörigen zu rekonstruieren.
Insgesamt veröffentlichte Sharpe zehn Bücher und über 60 Essays. Seine Forschungsinteressen gelten der Geschichte der Kriminalität, der Geschichte der Hexenverfolgung, Dick Turpin und Guy Fawkes. Nach der Veröffentlichung von A Fiery & Furious People im Jahr 2016 ging Sharpe in Rente.
Sharpe war Fellow-Mitglied der Royal Historical Society und Mitglied im Komitee der International Association for the History of Crime and Criminal Justice.
James Sharpe starb am 13. Februar 2024 im Alter von 77 Jahren.

## Rezeption
Sharpe gilt als anerkannter Experte im Bereich der Kriminalitäts- und Hexereigeschichte Englands. Sein zuletzt veröffentlichtes Buch A Fiery and Furious People widmet sich der Geschichte der Gewalt in England. Durch sorgfältiges Arbeiten mit verschiedenen Quellen versuchte Sharpe, die Wahrnehmung von Gewalt in unterschiedlichen sozialen Milieus aufzuzeigen. The Guardian bezeichnete das Werk als einen humanen und klaren Leitfaden für eine Reihe von unlösbaren und aktuellen Fragen. Allerdings wurde Sharpe für seine Tendenz kritisiert, Erzählungen mit Biographien zu vermengen, wie auch dafür, wesentliche Ereignisse nicht in sein Buch aufgenommen zu haben.
Hans de Waardt rühmte Sharpe für seine zweifellose Vertrautheit mit der Geschichte der englischen Hexenverfolgung. Zu Sharpes Werk Witchcraft in early modern England resümierte de Waardt, dass es gut für Einsteiger in das Thema Hexerei geeignet sei, da Sharpe Jargon und komplexe Formulierungen vermeide. De Waardt vermisste hingegen eine komparative Perspektive, die einen Vergleich und damit eine Kontextualisierung oder Relativierung der Hexenverfolgungen in England in einem europäischen Rahmen ermöglicht hätte.
David Underdown lobte Sharpe für seinen klaren Schreibstil. Sein Werk The Bewitching of Anne Gunter sei äußerst nützlich, nicht nur für Studierende der Geschichte, sondern auch der Literaturwissenschaft. Zudem bemerkt er, dass Sharpes Schreibstil an eine allgemeine Leserschaft gerichtet sei. Dazu balanciere er mühelos zwischen verschiedenen Interpretationen und versuche, alle Seiten aufzuzeigen. Dadurch zeige Sharpe dem Leser, wie Historiker Mikrogeschichte betreiben. Underdown kritisiert Sharpe jedoch für seine Neigung, Gerichtsdokumente zu wörtlich zu nehmen, ohne in Betracht zu ziehen, dass Zeugen auch voreingenommen sein können. Zusammenfassend lobte Underdown Sharpe für sein gelungenes Werk und bezeichnete ihn als einen guten Führer durch das historische Dickicht.

## Schriften
- Crime in Seventeenth-Century England. Cambridge University Press/Past and Present Publications, 1983, ISBN 978-2-901725-84-8.
- “William Holcroft his Booke”: Office Holding in Late Stuart Essex. Essex Record Office, Essex Historical Documents, 2, 1986.
- Crime and the Law in English Satirical Prints 1600–1832. Chadwyck – Healey, 1986, ISBN 978-0-85964-176-0.
- Judicial Punishment in England. Faber and Faber, 1990, ISBN 978-0-571-14060-2.
- Early Modern England: a Social History 1550–1760. Edward Arnold, 1987: 2. Edition, 1997, ISBN 978-0-340-57752-3.
- Instruments of Darkness: Witchcraft in England 1550–1750. Hamish Hamilton, 1996, ISBN 978-0-8122-1633-2.
- Crime in Early Modern England 1550–1750. Longman, 1984: 2. Edition, 1998, ISBN 978-0-582-23889-3.
- The Bewitching of Anne Gunter: A horrible and true story of deception, witchcraft, murder, and the King of England. Profile Books, 2000, ISBN 978-0-415-92691-1.
- Dick Turpin: The Myth of the English Highwayman. Profile Books, 2004, ISBN 978-1-86197-418-1.
- A Fiery & Furious People. Random House, 2016, ISBN 978-1-84794-513-6.